# Другий Новий Курс
Другий «Новий курс» (1935-36) — це термін, який у 1930-х роках використовувався дослідниками, а пізніше істориками, характеризуючи другий етап Нового курсу програм Президента Франкліна Д. Рузвельта.
У своєму зверненні до Конгресу в січні 1935 року, Рузвельт назвав п'ять основних цілей: підвищення ефективності використання національних ресурсів, захисту від старості, безробіття і хвороб, очищення нетрів, а також національна програма поліпшення умов праці (Управління громадських робіт). Другий Новий Курс датується як правило, 1935-36 роками, і включає в себе програми з перерозподілу багатства, доходу і влади на користь бідних, старих, селян і профспілок. Найважливіші програми включали соціальне забезпечення, Закон про національні трудові відносини («закон Вагнера»), Закон про банки 1935 р., електрифікацію сільських районів, і розділення комунальних холдингових компаній. Податок на нерозподілений податок був лише короткочасним. Ліберали в Конгресі прийняли Білль про компенсацію у розмірі $1,5 млн для 3 млн ветеранів Світової війни попри вето Рузвельта. Ліберали рішуче підтримали новий напрямок і сформували Коаліцію Нового Курсу з членів профспілки, великих машинобудівників, білого Півдня, і етнічних меншин, натомість консерватори—типові представники американської Ліги свободи—були категорично проти. Кілька ліберальних програми були прийняті після 1936 року; Проте ліберали взагалі втратили контроль над Конгресом в 1938 році. Програми тривали деякий час. Багато з них були скорочені під час Другої Світової Війни, тому що безробіття більше не було проблемою. До них належать ВПА, Національна програма молоді і Адміністрація перерозподілу. Соціальне забезпечення, однак, залишилося і розширилося.